# Phryxe pacifica
Phryxe pacifica là một loài ruồi trong họ Tachinidae.